# جعفر بدیعی

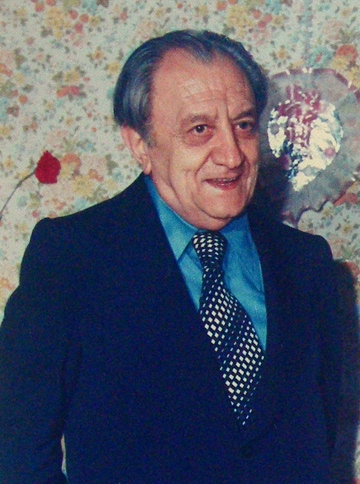
جعفر بدیعی بنیان‌گذار کیهان بچه‌ها

جعفر بدیعی (۱۲۹۴ در شیراز - ۹ مرداد ۱۳۸۰ در تهران) روزنامه‌نگار ایرانی و از بنیان‌گذاران مجله کیهان بچه‌ها بود.
جعفر بدیعی در سال ۱۲۹۴ در یک خانواده فرهنگی در شیراز متولد شد. تحصیلات ابتدایی و متوسطه را در همین شهر به پایان رساند. وی در سال ۱۳۲۵ در رشته فلسفه و علوم تربیتی موفق به کسب درجه لیسانس از دانشسرای عالی دانشگاه تهران شد. بدیعی به مدت ۳۰ سال با وزارت فرهنگ (آموزش و پرورش) همکاری داشت و دبیر دبیرستان‌های تهران بود.

## فعالیت مطبوعاتی
در اوایل دهه ۱۳۳۰ شمسی جعفر بدیعی فعالیت مطبوعاتی خود را با انتشار مجله بازی برای بچه‌ها در تهران آغاز کرد. مجله بازی سه شماره منتشر شد ولی انتشار آن بعلت مشکلات مالی متوقف گردید. به دنبال آن بدیعی همکاری خود را با روزنامه کیهان آغاز کرد و در سرویس شهرستان‌ها مشغول به کار شد. در تابستان سال ۱۳۳۵ بدیعی پیشنهاد انتشار مجله‌ای برای کودکان و نوجوانان را به مصطفی مصباح‌زاده صاحب موسسه کیهان ارائه داد که با استقبال وی روبرو شد. اولین شماره کیهان بچه‌ها در روز پنج شنبه ششم دی ماه ۱۳۳۵ با سرمایه مؤسسه کیهان و به سردبیری جعفر بدیعی در کشور منتشر شد. بدیعی به مدت ۲۳ سال سردبیری و مدیریت کیهان بچه‌ها را بعهده داشت و در سال ۱۳۵۸ با تحولات انقلاب اسلامی و تغییراتی که در مدیریت مؤسسه کیهان به وجود آمد فعالیت مطبوعاتی خود را متوقف کرد.
وی سحرگاه روز نهم مرداد ۱۳۸۰ در تهران در گذشت و در امامزاده طاهر کرج به خاک سپرده شد.